# ژوآو سزار مونتیرو
ژوآوْ سزار مونتیرو (پرتغالی: João César Monteiro؛ تلفظ پرتغالی:[ʒoˈɐ̃w]؛ ۲ فوریهٔ ۱۹۳۹ – ۳ فوریهٔ ۲۰۰۳) بازیگر، کارگردان فیلم و فیلم‌نامه‌نویس اهل پرتغال بود. او در خانواده‌ای روحانی‌ستیز با عقاید ضد فاشیسم بزرگ شد و در مدرسه فیلم لندن درس خواند.
از فیلم‌ها یا مجموعه‌های تلویزیونی که وی در آن‌ها نقش داشته‌است می‌توان به سیلوستره اشاره نمود.